# Bothrogonia alternata
Bothrogonia alternata är en insektsart som beskrevs av Young 1986. Bothrogonia alternata ingår i släktet Bothrogonia och familjen dvärgstritar. Inga underarter finns listade i Catalogue of Life.